# نباتيو الألبان

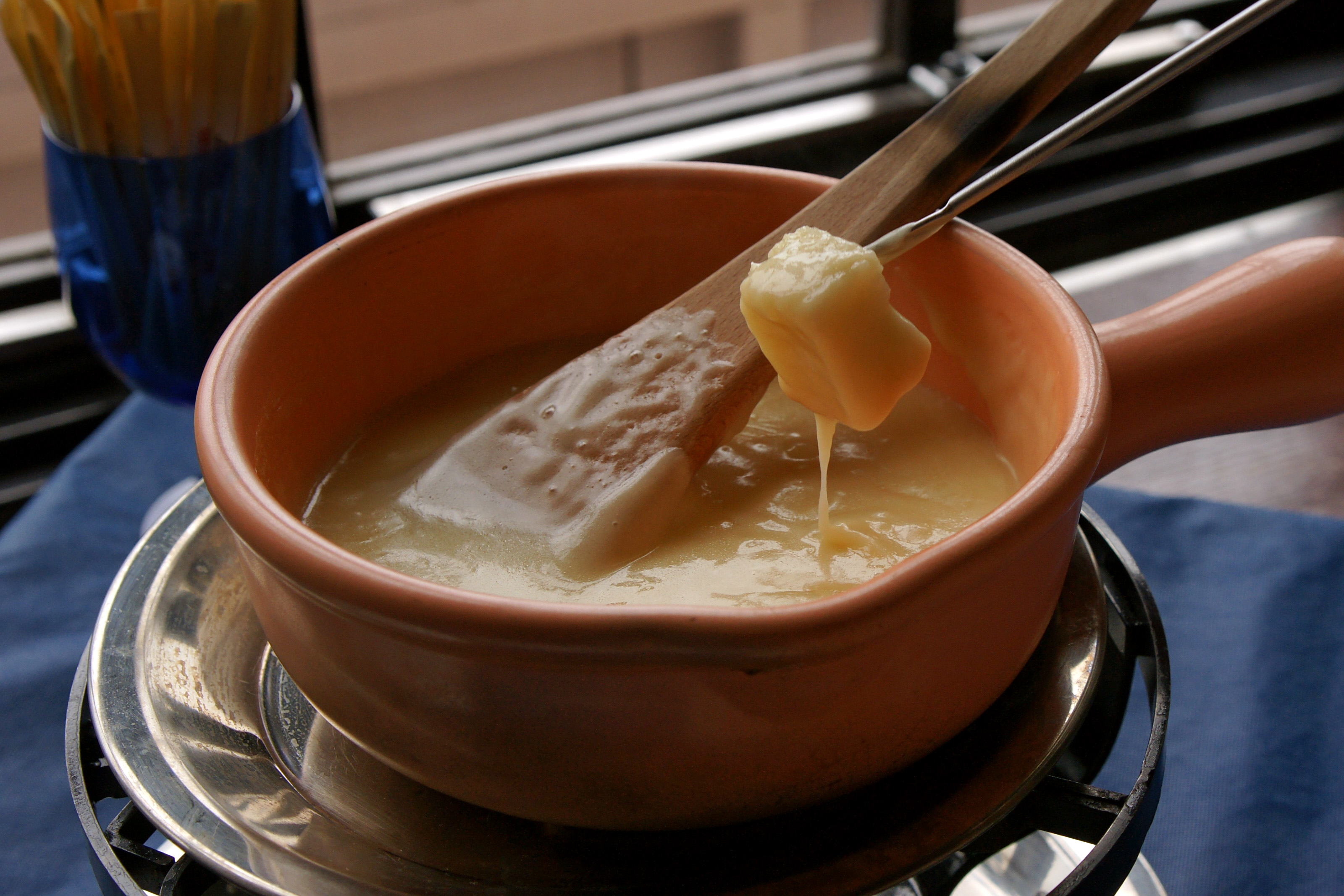

النظام النباتي مع منتجات الألبان، يشار له أحياناً بكلمة lactarian وهي كلمة مأخوذة من أصل لاتيني حيث lac تعني لبن. وهي الوجبات التي تضم الخضروات بالإضافة إلي منتجات الألبان كاللبن والجبن والزبادي والزبدة والسمنة والكريمة ولبن الكيفر، ولكن يستثنى منها البيض.
الوجبات الغذائية بالنظام النباتي اللبني يقصد بها في الهند الوجبات الغذائية بأكملها، حيث أن أكل البيض لا يضمن أي نظام من الأنظمة النباتية هناك. فمبدأ وممارسة النظام النباتي اللبني بين عدد كبير من الناس يأتي من الهند القديمة.
في بعض الأجزاء من العالم، النظام النباتي بوجه عام يشير إلى نظام يسمى ovo-lacto vegetarianism والذي يسمح بأكل البيض في هذا النظام.

## الديانة
الوجبات الغذائية النباتية والحيوانية تحظى بشعبية لدى العديد من أتباع التقاليد الدينية الشرقية مثل الهندوسية والجاينية والبوذية والسيخية. إن جوهر كل هذه المعتقدات الكامن وراء النظام النباتي اللبني هو قانون «أهمسا» بما يعني نبذ العنف والعطف على كل ما هو حي فطبقًا لـ«فيدا» (كتاب هندوسي مقدس) فإن الكائنات الحية  تساوي نفس القيمة وتستحق نفس المعاملة.
بالإضافة إلى ذلك أن مواطني الهند يعتقدون أن شخصية المرء تتأثر بنوع الطعام الذي يستهلكه الفرد، لذلك فأن أكل اللحوم يعتبر سيئاً لسلامة روح وعقل المرء. إن تعويض نفس الكمية من اللحوم يتطلب العديد والعديد من الخضروات والنباتات، وتدمير المزيد من الأرواح، وفي هذه الحالة تزيد المعاناة  عندما تستهلك اللحوم. في حالة الجاينية، فمعايير الوجبات الغذائية النباتية أكثر تقييدًا. فهى تسمح فقط باستهلاك الفواكه وأوراقها المأخوذة من النباتات بدون التسبب في قتلها، وذلك يجعل الوجبات الغذائية مستثنى منها بعض الخضروات كالجزر والبطاطس والبصل والثوم. طبقا لمبدأ «أهمسا» فبالرغم من تسبب المعاناة المحتوم لبعض الكائنات الأخرى لكي ترضي الحاجة الإنسانية للطعام ولكن يجب أن يكون كل مجهود في محله ويرغب في تقليل معاناة هذه الكائنات. وذلك رغبة لتجنب عواقب عاقبة القدر «الكارما» ولإظهار الاحترام لكل ما هو حي. في هذه الحالة يعتبر هدر الطعام ذنب، ففي هذه التقاليد كل الكائنات الحية لها نفس القيمة. نظام الوجبات الغذائية النباتية المتجذر في «أهسما» هو فقط جانب من جوانب الحياه الواعية بالبيئة، فارتباط هذه الكائنات يتأثر بحاجتنا للطعام. وغالباً ما تُمارس أفكار حماية البيئة والنظام النباتي أفكارهم معًا.

## نظام الوجبات النباتية العادي والنظام النباتي بالألبان
الفرق الأساسي بين النظام النباتي العادي والنظام النباتي بالألبان هو تجنب منتجات الألبان، فالنظام النباتي فقط لا يستهلك منتجات الألبان لاعتقادهم أن هذه المنتجات تسبب معاناة للحيوانات أو موت مبكر لهم، أو أنها  تنتهك حقوق الحيوانات من الناحية الأخرى.